# 요시즈정
요시즈정(吉津町)은 일본 미에현 와타라이군에 있던 정이다. 현재의 미나미이세정에 해당한다.

## 역사
- 1889년 4월 1일 - 정촌제 시행에 의해 와타라이군 요시즈촌이 성립하였다.
- 1954년 9월 10일 - 정으로 승격해 요시즈정이 되었다.
- 1955년 4월 1일 - 시마즈촌, 우구라촌, 나카지마촌과 합병해 미나미이세정이 성립해, 동일 요시즈정은 폐지되었다.

## 참고문헌
- 가도카와 일본 지명 대사전 24 三重県
- 南島町誌